# Kuivaniemi

Wappen der ehemaligen Gemeinde Kuivaniemi (heute Wappen der Gemeinde Ii)

Kuivaniemi [ˈkui̯vɑniɛmi] ist ein Ort in der nordfinnischen Landschaft Nordösterbotten, der bis 2007 eine selbständige Gemeinde darstellte. Sie schloss sich Anfang 2007 mit der Nachbargemeinde Ii zur Gemeinde Ii zusammen.
Kuivaniemi befindet sich an der Mündung des Flusses Kuivajoki in den Bottnischen Meerbusen. Die zwischen 1871 und 1874 erbaute Kirche des Ortes wurde nach Plänen des deutschen Architekten Ernst Bernhard Lohrmann erbaut, eines Schülers Carl Ludwig Engels.
Die Gemeinde Kuivaniemi bestand als eigenständige politische Einheit seit 1867, hatte eine Fläche von 960,7 km² und zuletzt rund 2000 Einwohner. Zur Gemeinde zählten neben dem Kirchdorf Kuivaniemi die Orte Myllykangas und Oijärvi. Die Staatsstraße 4 und die Bahnstrecke Oulu–Tornio verlaufen parallel zur Küste durch Kuivaniemi. Zum 1. September 2006 wurde jedoch der Personenverkehr wegen des geringen Fahrgastaufkommens ganz eingestellt; da es keine Einrichtungen zum Frachtverkehr gibt, bedeutete dies die endgültige Stilllegung des Bahnhofs.
In Kuivaniemi wurde der Schriftsteller Antti Hyry (1931–2016) geboren.